# Crocidura negrina
Crocidura negrina là một loài động vật có vú trong họ Chuột chù, bộ Soricomorpha. Loài này được Rabor mô tả năm 1952.

## Hình ảnh

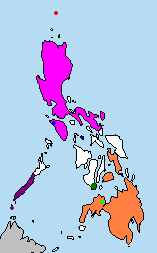